# Паун гоби
Паун гоби (Tateurndina ocellicauda) је мала тропска слатководна риба, једина врста у свом роду, који припада породици Eleotridae. Врста је ендемит источног дела Папуа Нове Гвинеје.

## Опис
Расте до дужине од 7,5 цм. Мужјаци су обично већи и имају веће, заобљене главе. Код млађих примерака полови се могу разликовати по томе да већина женки има тамну црту дуж ивице аналног пераја, мада то није сигуран показатељ.

## Распрострањеност
Живе на истоку Папуа Нове Гвинеје у малим низијским рекама и потоцима у џунгли. Мало се зна о њиховом животу у природи. По неким извештајима већину времена проводе у јатима у отвореној води. Када су узнемирени сакривају се у вегетацију дуж ивице водотока.

## У акваријуму
Ова врста је релативно једноставна за одржавање и у акваријуму не захтева посебне услове. Температура 22 - 26 °C, pH 6,5 - 7,5 и тврдоћа 5 - 10 dH. Акваријум од 50 литара је довољан за два пара. Одговара им да у акваријуму има доста биљака, корења и камења који им пружају заклон. У оваквим условима ће бити слободнији и више времена проводити на отвореном. То су мирољубиве рибе и, осим безопасних свађа око територије међу мужјацима, нису агресивне и зато их не треба насељавати у акваријуме са крупијим, агресивним врстама риба. Размножавање није компликовано. Мужјак проналази заклон (пећину) у коју женка полаже 40 - 200 комада икре и тиме се завршава њена улога у одгајању потомства. Мужјак чува икру и машући перајима одржава струјање воде. Излегање и пропливавање млађи се дешава, у зависности од температуре воде, после 4 - 6 дана када престаје и брига мужјака за потомство.